# Ibrahima Tallé
Ibrahima Tallé (Alto Volta, 31 de marzo de 1968) es un exfutbolista de Burkina Faso que jugaba en la posición de defensa.

## Carrera

### Club
| Periodo   | Club       |
| --------- | ---------- |
| 1992-1999 | Séwé FC    |
| 2000-2004 | JC Abidjan |

### Selección nacional
Jugó para Burkina Faso en 21 ocasiones de 1997 a 2000 y anotó dos goles; uno de ellos fue en el empate 4-4 ante República Democrática del Congo en la Copa Africana de Naciones 1998.